# Xenylla hadialii
Xenylla hadialii är en urinsektsart som beskrevs av Usha Baijal 1955. Xenylla hadialii ingår i släktet Xenylla och familjen Hypogastruridae. Inga underarter finns listade i Catalogue of Life.